# دلو الحريق

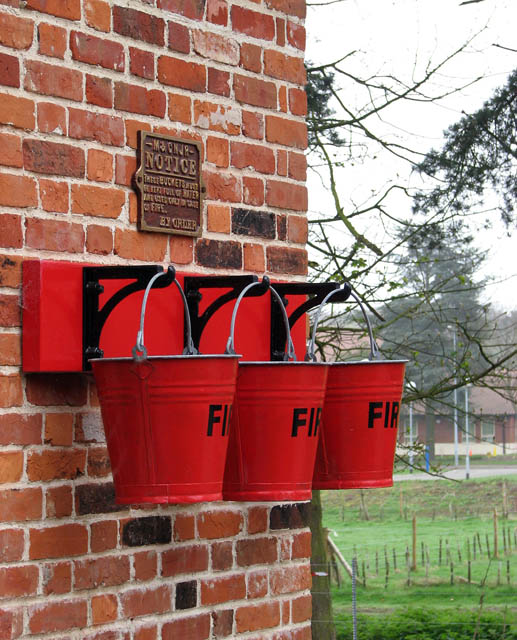
مجموعة من دلاء الحريق.

دلو الحريق (بالإنجليزية:Fire bucket) هو دلو يكون مملوء بالماء أو الرمل عادة ويتم إستخدامه لإطفاء الحرائق.